# باش کونگوت
باش کونگوت (به لاتین: Baş Küngüt) یک منطقه مسکونی در جمهوری آذربایجان است که در شهرستان شکی واقع شده است. باش کونگوت ۱۳۸۱ نفر جمعیت دارد.